# ダヴィド・イーゴレヴィチ
ダヴィド・イーゴレヴィチ（ロシア語: Давыд Игоревич、1050年代後半 - 1112年5月25日）は、イーゴリ・ヤロスラヴィチの子、ヤロスラフ・ウラジミロヴィチの孫である。トムタラカニ公（在位：1081年 - 1082年）、ヴォルィーニ公、ルーツク公、ドロゴブージ公。11世紀末のルーシ諸公の内紛に果敢に介入した。

## 生涯
誕生は1050年代後半と推定されている。父イーゴリは早くに死去したため、イズゴイ・クニャージとなり、ヤロポルクの下で過ごしていたことが判明している。1081年、同じくイズゴイ・クニャージとなっていたヴォロダリ（トムタラカニ公であった父ロスチスラフの死亡後、トムタラカニ(ru)を追われていた）と共に、トムタラカニへ向かった。トムタラカニではキエフ大公フセヴォロドのポサードニク（代官）を追放したが、2年後には自身がオレグに追放された。ダヴィドはドルジーナ（従士隊）を集め、ドニエプル川河口でビザンツ帝国への交易路（：ヴァリャーグからギリシアへの道）を封鎖した。1084年にはキエフ大公フセヴォロドから、ヴォルィーニ公国の都市ドロゴブージュを分領地として受領している。1086年、ヴォルィーニのヤロポルクが死んだ後に、ダヴィドはヴォルィーニ公国を得た。またスヴャトポルクと協定を結び、ガーリチ地方のヴォロダリ領ペレムィシュリ公国、ヴァシリコ領テレボヴリ公国（2人の公は兄弟）の奪取を試みていた。1097年のリューベチ諸公会議では、ダヴィドのヴォルィーニ公国領有が承認された。
リューベチ諸公会議では、ヴァシリコのテレボヴリ公国領有も承認されていたが、ダヴィドは会議の決定事項に反し、ヴァシリコを捕らえて目をえぐった。しかしブジスクにおいて、ヴァシリコの兄弟ヴォロダリの軍勢に包囲され、ヴァシリコの解放を余儀なくされた。ダヴィドは一時ポーランドへ逃走したのちヴォルィーニへ帰還したが、キエフ大公スヴャトポルクにヴォルィーニを包囲され、ヴォルィーニの譲渡を余儀なくされた。
その後もダヴィドはヴォルィーニをめぐる闘争を続けた。1099年にはポロヴェツ族のハン・ボニャークを味方に引き入れると、ヴャグル川の戦いで勝利し、ヴォルィーニとルーツクを手に入れた。しかし1100年、ウヴェティチ諸公会議(ru)で、ヴァシリコの目をえぐったことを理由にその所有権を剥奪された。ヴォルィーニの代替地として、ヴォルィーニ地方の都市であるブジスク、オストログ、ヅブノ、チャルトルィンスク、後にはさらにドロゴブージュを得た。所領の首都はブジスクに置かれた。
ダヴィドは1112年5月25日にドロゴブージュで死亡した。1937年から翌年にかけての、ダヴィド・ハラドク（ベラルーシ南部の市）の都市基盤の発掘調査中に発見されたクニャージ（公）の墓の遺骨は、ダヴィドのものであると考えられている。